# Государственный переворот в Сирии (1954)
Государственный переворот в Сирии (1954) — государственный переворот (араб. 
انقلاب‎: инкыляб), произошедший в Сирии в феврале 1954 года, в результате которого был свергнут и вынужден был бежать военный правитель страны Адиб аш-Шишакли. Руководителями общественного движения против военной диктатуры Шишакли были бывший президент страны Хашим аль-Атаси, представитель национального течения в сирийской политике, а также один из наиболее авторитетных политических деятелей общины сирийских друзов Султан аль-Атраш. Одним из ключевых поводов для выступления заговорщиков стали расправы над мирным друзским населением и аресты авторитетных офицеров ВВС Сирии.

## Идеология аш-Шишакли
Полковник аш-Шишакли (впоследствии – генерал) пришёл к власти в результате военного переворота в декабре 1951 года, после чего им и его ближайшими сторонниками из армейской элиты был сформирован авторитарный военный режим. В качестве лидера Сирии Шишакли отстаивал интересы военной верхушки, что не устраивало представителей гражданских общественно-политических групп, пытавшихся бороться за влияние в государственной иерархии. Адиб аш-Шишакли последовательно претворял в жизнь политику панарабизма, будучи одним из ключевых его поборников на Ближнем Востоке на рубеже 1940—1950-х годов. Шишакли намеревался превратить Сирию в «Пруссию арабского мира», выступая против друзского инакомыслия, поскольку полагал, что они отстаивают интересы западных колониалистов, которые стремились разжечь в Сирии очередное гражданское противостояние, пользуясь национально-религиозной враждой. На этом основании он постоянно вступал в острое противоборство с друзским этноконфессиональным меньшинством, проживавшим в окрестностях вулканического массива Джебель-Друз. Шишакли и его сторонники обвиняли друзов в намерении свергнуть его правительство на средства из иорданских фондов.  В это время друзы на самом деле находились в оппозиции правящему военному режиму и отличались культурно-религиозным инакомыслием, что не устраивало руководство страны, исповедовавшее идеологию панарабизма.

## Отношения друзов и сирийских военных властей
В Друзских горах располагались военные штабы и укреплённые районы друзов, которые ранее использовали эти изолированные места в качестве наступательного плацдарма в ходе серии восстаний против французской колониальной администрации. Ещё в 1947 году аль-Атраш возглавил антиколониальный мятеж и изгнал французские войска из Джебеля – это было первое самостоятельное сирийское восстание против колонистов, увенчавшееся успехом без поддержки со стороны военных сил Великобритании или Египта. Ещё первый президент Сирии Шукри аль-Куатли публично назвал друзов «опасным меньшинством», чем привёл в бешенство руководителей друзской общины. Паша аль-Атраш с возмущением отреагировал на заявление аль-Куатли, отметив, что пообещал, что друзы «действительно станут опасными» и что «4 тысячи друзов будут немедленно посланы для оккупации Дамаска», если Куватли не принесёт извинений за свои непродуманные утверждения, однако реакции со стороны сирийских правителей не последовало. Таким образом, отношения между панарабистски настроенной военной элитой Сирии и друзами традиционно были напряжёнными.

## Экономическая и военная политика против друзов
Экономическое благосостояние друзов также было подорвано широкомасштабным проектом ирригации, одобренный Шишакли, который никак не затрагивал территорию Друзских гор. Во время непродолжительного правления Шишакли были претворены в жизнь ирригационные проекты в Хомсе, Хама и других центрах крупных сирийских мухафаз; были осушены болота, занимавшие обширные площади, а ирригация зачастую носила промышленный характер. Такая политика демонстративного экономического ущемления друзов привела к тому, что большая часть сирийских мухафаз пережила настоящий агропромышленный бум, в то время как области, населённые друзами, пережили серьёзный экономический упадок. Также аш-Шишакли назначил своего брата Салеха командиром корпуса приграничной охраны, в результате чего персонал корпуса стремился монополизировать региональную наркоторговлю. Пограничники из службы Салеха аш-Шишакли установили личный контроль над перевозками гашиша из Ливана и опиум, произведённый в Турции, через границу с Иорданией, где он поступал на египетский рынок, что также ударяло по финансовому положению друзов, частично контролировавших поставки гашиша. Таким образом, аш-Шишакли, стремясь к подрыву экономической основы существования друзской общины, последовательно наносил удары по трём сферам их доходов: субсидиям со стороны иорданской королевской династии Хашимитов (одним из наиболее щедрых и последовательных спонсоров друзского политического сопротивления был иорданский монарх Абдалла ибн Хусейн); контролю над контрабандными путями и выращиванию и продаже гашиша.

## Попытки ассимиляции друзов
При этом аш-Шишакли проводил последовательную политику «мягкой» ассимиляции друзского населения, которая проявлялась и в том, что для друзов были закрыты все возможности карьерного роста на государственной службе. К тому же другие политические силы страны были недовольны установлением культа личности аш-Шишакли, в честь которого назывались улицы и другие географические объекты. Через некоторое время силы, сопротивлявшиеся милитаристской автократии, объединились и создали Национальный фронт, деятельность которого была направлена на свержение единовластия.

## Арест сыновей Султана аль-Атраша. Артобстрел Джемель-Друза
В итоге друзские лидеры осознали, что следует предпринимать решительные действия, чтобы избежать кровопролития и массовых расправ по этническому признаку. Возрастающее недовольство милитаристской формой правления и намечавшихся репрессий друзского меньшинства привели к заговору. Поводом для выступлений мятежников был арест двух сыновей аль-Атраша – Мансура и Назира, после чего последовал взрыв возмущения среди друзов: в итоге Шишакли вмешался и освободил Мансура, однако протестные акции принимали всё больший масштаб и вовлекали новые оппозиционные силы. Сыновья аль-Атраша были арестованы по обвинению в членстве в незаконной партии Баас и подготовке ряда террористических актов в Дамаске, однако после освобождения Мансура Паша аль-Атраш многозначительно заявил: «Я не просил Шишакли освободить моего сына, я просил его освободить мою страну». Шишакли в ответ развернул массированную пропагандистскую кампанию против друзских активистов.
Уже в начале 1954 года Адиб аш- Шишакли, будучи верховным главнокомандующим, прибег к военной силе с целью подавить сопротивление друзских ополченцев в Джебеле и приказал ввести туда 10 000 солдат, после чего их опорные пункты были обстреляны шквальным артиллерийским огнём.  Таким образом военный правитель Сирии намеревался принудить мятежников к подчинению. В результате этой карательной акции целые деревни, где проживало друзское меньшинство, были снесены, а люди вынуждены были бежать, спасаясь от обстрелов. В ходе обысков силы специального назначения, верные аш-Шишакли, якобы обнаружили в Джебеле склады оружия израильского происхождения, что привело к публичному обвинению друзов в антиарабизме и обслуживанию интересов Израиля и Великобритании. В итоге большинство сторонников Султана аль-Атраша были арестованы, а сам он сбежал в Иорданию.

## Заговор. Переворот. Бегство аш-Шишакли
Тем не менее, жёсткая и последовательная политика аш-Шишакли, стремившегося к централизации мультиэтноконфессионального сирийского государства на панарабистской основе, привела к государственному перевороту, который начался 25 февраля 1954 года с восстания подразделений сирийской регулярной армии, дислоцировавшихся на севере страны, в результате которого Шишакли был свергнут. Не решившийся отдать приказ верным ему частям ВВС о насильственном подавлении антиправительственного мятежа, аш-Шишакли во второй половине дня бежал в Ливан. Там он не смог надолго задержаться, поскольку в его адрес прозвучали угрозы со стороны авторитетного лидера ливанских друзов Камаля Джумблата. Вскоре ащ-Шишакли перебрался в Бразилию, где на первых порах оставил политическую деятельность.

## Организаторы и участники переворота
Переворот 1954 года был организован при деятельном участии активистов Коммунистической партии Сирии, которые присоединились к друзским заговорщикам. Основная часть заговорщиков и мятежных военных формирований располагалась в Дайр-эз-Зауре, который к началу 1950-х превратился в своеобразный штаб ссыльных друзских офицеров, постепенно собиравших вокруг себя команду единомышленников. Вскоре стало известно, что первоначальный план военного мятежа был продуман летом 1953 года при активном участии капитана Мухаммеда аль-Атраша (племянника Султана аль-Атраша, убеждённого баасиста) и полковника Асафа. Также есть мнение, что за планированием смещения правящей военной элиты стояли иракские баасисты или, во всяком случае, мятеж происходил при их активной идеологической поддержке. Непосредственным поводом для выступления послужили продолжавшиеся аресты многих авторитетных сирийских офицеров (большинство которых были сторонниками Баас), в том числе видного военного деятеля Аднана аль-Малки, убеждённого противника Сирийской социальной националистической партии. Известно, что одним из наиболее влиятельных штабов заговорщиков также был дом экс-президента Хасима аль-Атасси в Хомсе.
- The Middle East and North Africa. Europa Publications Limited, Volume 50: p.1018.
- Torrey, Gordon H. Syrian Politics and the Military 1945-1958, Columbus, Ohio State University Press, 1964 P.242-243